# Dungane
Dungane är en bergstopp i Antarktis. Den ligger i Östantarktis. Norge gör anspråk på området. Toppen på Dungane är 2 550 meter över havet.
Terrängen runt Dungane är kuperad norrut, men söderut är den platt. Trakten är obefolkad. Det finns inga samhällen i närheten.